# 安娜·霍尔姆隆德
安娜·霍尔姆隆德（瑞典語：Anna Holmlund，1987年10月3日—），瑞典女子自由式滑雪运动员。她曾代表瑞典参加2010年和2014年冬季奥林匹克运动会自由式滑雪比赛，获得一枚铜牌。